# Zichenau (región)

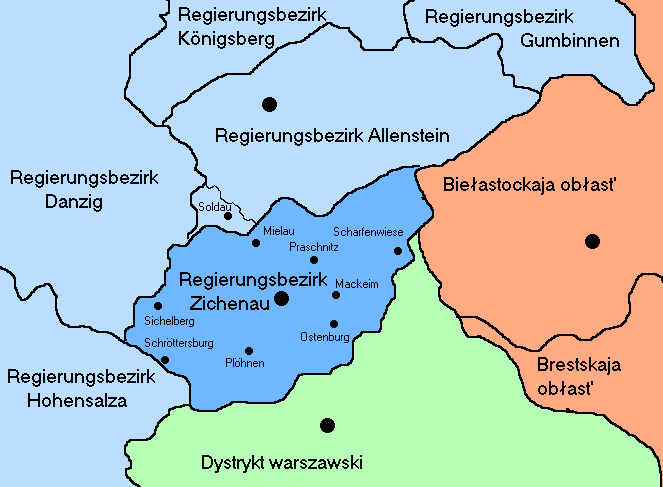
La Regierungsbezirk Zichenau durante la Alemania nazi.

La Regierungsbezirk Zichenau fue una Regierungsbezirk, o región administrativa, de la provincia de la Alemana nazi de Prusia Oriental en 1939-1945. También se la conoce como Sureste de Prusia (en alemán: Südostpreußen). La capital regional era Zichenau (Ciechanów).

## Historia
La región gubernamental fue creada el 26 de octubre de 1939, a partir de las áreas polacas anexionadas por la Alemania nazi durante la Segunda Guerra Mundial. La región tenía un área de 12 000 km² y una población de aproximadamente 895 000 habitantes, entre 880 000 polacos (incluidos 80 000 judíos) y 15 000 alemanes.
La Regierungsbezirk Zichenau se disolvió en 1945 cuando Prusia Oriental fue invadida por el Ejército Rojo. Luego, el territorio fue devuelto a Polonia.

## Distritos rurales
- Distrito de Mackeim (Maków Mazowiecki)
- Distrito de Mielau (Mława)
- Distrito de Ostenburg (Pułtusk)
- Distrito de Plöhnen (Płońsk)
- Distrito de Praschnitz (Przasnysz)
- Distrito de Scharfenwiese (Ostrołęka)
- Distrito de Schröttersburg (Płock)
- Distrito de Sichelberg (Sierpc)
- Distrito de Zichenau (Ciechanów)